# 驚異之旅
《驚異之旅》（中国大陆又译作）是一款1994年的平台遊戲，由Visual Concepts開發，在超級任天堂上運行。

## 劇情
故事主角萊斯特（Lester）是個十多歲的普通少年，他看起來「有點宅」而且總是睡眼惺忪的樣子，某日，他在碼頭旁邊走邊看漫畫《Super Duper Hero Squad》，忘我地邊走邊讀，就這麼坐在貨物旁，和貨物一起被吊到貨船上，而這艘船出航後被海盜襲擊，萊斯特發現救生衣後幸運生還，飄到附近的島嶼，他必須在島上想方設法以找到回家的路。

## 開發
這款遊戲的首席美術設計師比爾·史丹頓（Bill Stanton），負責處理背景、地圖元件、拼合圖、轉描動畫，米歇爾·博巴特（Michel Bohbot）設計遊戲封面，Visual Concepts的首席美術設計師艾瑞克·勃朗寧（Eric Browning）擔任主角動作的轉描模特兒，亦獻聲為主角萊斯特配音。勃朗寧描述「這款遊戲在計畫初期野心勃勃，不過做到最後只能滿足基本需求，而這不過是其中一例」。《驚異之旅》是Pangea Software的Brian Greenstone擔任程式設計的六款超任遊戲之一，Brian Greenstone在Pangea Software的網站上寫道，自己從來不喜歡這款遊戲，甚至不想提到它。
這款遊戲的雅達利Jaguar版處於開發階段，預計由DTMC發行，但未曾實現。

## 評價
《任天堂力量》給這款遊戲打3.7分（滿分5分），讚許這款遊戲有著類似於《波斯王子》的動畫與難度，但批評遊戲續關次數有限遊戲需要玩家不斷挑戰和實驗才能通關。

## 外部連結
- Lester the Unlikely （页面存档备份，存于） at MobyGames
- Lester the Unlikely （页面存档备份，存于） at SNESMusic.org
- Michel Bohbot Illustration （页面存档备份，存于） at www.mbohbot.com